# ونوشا وی-آنلاین
ونوشا وی-آنلاین یک کراس اوور کامپکت فست‌بک است که توسط شرکت مالکیت مشترک دانگفنگ نیسان با نام تجاری ونوشا از سال ۲۰۲۱ تا کنون تولید می‌شود.

## تاریخچه

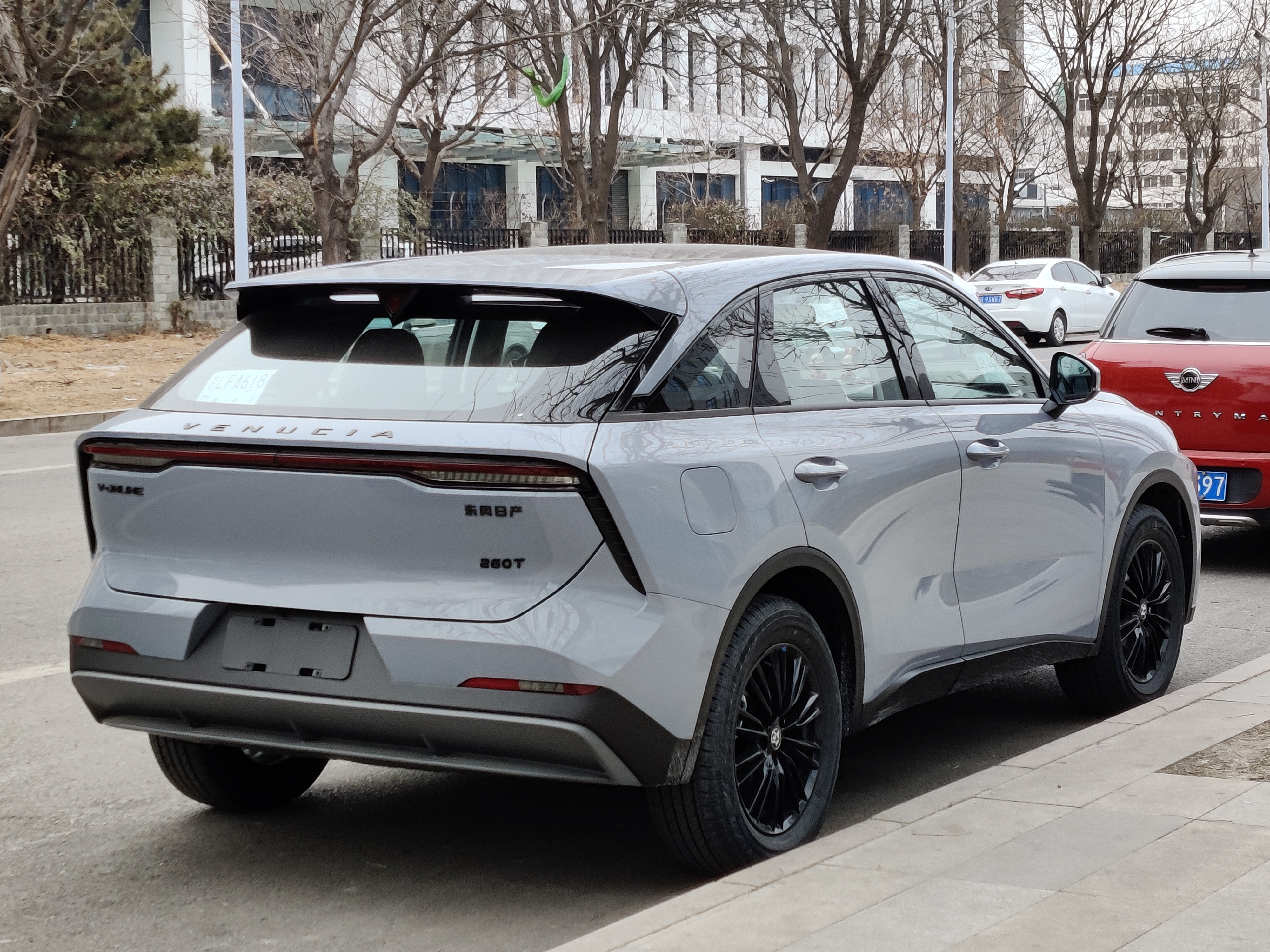
نمای عقب

این خودرو بر پایه پلتفرم ونوشا زینگ (که در سال ۲۰۲۰ معرفی شد) ساخته شده‌است و در ۲۰ اوت ۲۰۲۱ معرفی شد. مدت کوتاهی پس از معرفی، فروش خودرو در سرزمین اصلی چین آغاز شد.

## مشخصات فنی
این خودرو با طول ۴٫۵۶ متر از یک موتور ۱٫۵ لیتری بنزینی با ۱۹۰ اسب بخار قدرت استفاده می‌کند.این خودرو دیفرانسیل جلو بوده و دارای گیربکس ۷ سرعته دوکلاچه است. که خودرو می‌تواند شتاب صفر تا صد خود را در ۸٫۸ ثانیه طی کند.